# كلود دوفين
كلود دوفين (بالفرنسية: Claude Dauphin)‏ هو ممثل فرنسي، ولد في 19 أغسطس 1903 في فرنسا، وتوفي في 16 نوفمبر 1978 بباريس في فرنسا بسبب أمراض الجهاز الهضمي.

## أعمال

### أفلام
- (1966) الجائزة الكبرى
- (1976) المستأجر
- (1977) مدام روزا

## وصلات خارجية
- كلود دوفين على موقع IMDb (الإنجليزية)
- كلود دوفين على موقع ألو سيني (الفرنسية)
- كلود دوفين على موقع ميوزك برينز (الإنجليزية)
- كلود دوفين على موقع أول موفي (الإنجليزية)
- كلود دوفين على موقع قاعدة بيانات برودواي على الإنترنت (الإنجليزية)
- كلود دوفين على موقع قاعدة بيانات الأفلام السويدية (السويدية)
- كلود دوفين على موقع إن إن دي بي (الإنجليزية)
- كلود دوفين على موقع ديسكوغز (الإنجليزية)
- كلود دوفين على موقع قاعدة بيانات الفيلم (الإنجليزية)
- كلود دوفين على موقع كينوبويسك (الروسية)